# Christel Deliège
Christel Deliège (6 de julio de 1972) es una deportista belga que compitió en judo. Ganó una medalla de bronce en el Campeonato Europeo de Judo de 1990 en la categoría de –52 kg.

## Palmarés internacional
| Campeonato Europeo | Campeonato Europeo | Campeonato Europeo | Campeonato Europeo |
| Año                | Lugar              | Medalla            | Categoría          |
| ------------------ | ------------------ | ------------------ | ------------------ |
| 1990               | Fráncfort (RFA)    | Medalla de bronce  | –52 kg             |